# Румунија на Европском првенству у атлетици у дворани 1971.
Румунија је учествовала на 2. Европском првенству у атлетици у дворани 1971. одржаном у Софији, Бугарска, 13. и 14. марта. У дрзгом учешћу на европским првенствима у дворани репрезентацијуРуминије представљало је 18. такмичара (10 м и 8 ж) који су се такмичили у 11 дисциплина. (5. мушких и 6 женских).
Са пет освојених медаља ( 2. сребрне и 3 бронзане) Румунија је у укупном пласману заузела је 7. место од 14 земаља које су на овом првенству освојиле медаље, односно 23 земље учеснице.
У табели успешности (према броју и пласману такмичара који су учествовали у финалним такмичењима (првих 8 такмичара)) Румунија је са девет учесником у финалу заузела 75. место са 48 бодова,  од 21 земље које су у финалу имале представнике. Једино Данска и Турска није имала ниједног представника.
| Плас. | Земља    | 1. место | 2. место | 3. место | 4. место | 5. место | 6. место | 7. место | 8. место | Бр. финал. - Бод. |
| ----- | -------- | -------- | -------- | -------- | -------- | -------- | -------- | -------- | -------- | ----------------- |
| 5.    | Румунија | −        | 2 − 14   | 3 - 18   | 2 - 10   | −        | 2 - 6    | −        | −        | 9 − 48            |

## Учесници
| Бр. | Дисциплина   | Мушкарци                                    | Жене                                         | Укупно |
| --- | ------------ | ------------------------------------------- | -------------------------------------------- | ------ |
| 1.  | 60 м         |                                             | Аурелија Марашеску                           | 1      |
| 2.  | 800 м        |                                             | Иљана Силај                                  | 1      |
| 3.  | 60 м препоне | Николаје Петреа Виорел Сучу Ервин Себестјен | Валерија Буфану Валерија Бидулеа Елена Мирза | 6      |
| 4.  | Скок увис    |                                             | Корнелија Попеску                            | 1      |
| 5.  | Скок мотком  | Дину Писталу                                |                                              | 1      |

| Бр. | Дисциплина   | Мушкарци                                    | Жене                | Укупно |
| --- | ------------ | ------------------------------------------- | ------------------- | ------ |
| 6.  | Скок удаљ    | Василе Сарукан Валентин Журка               | Виорика Вископољану | 3      |
| 7.  | Троскок      | Василе Думитреску Карол Корбу Шербан Чокина |                     | 3      |
| 8.  | Бацање кугле | Адријан ГаЂа                                | Ана Салађан         | 2      |
|     | Укупно (8)   | 10                                          | 8                   | 18     |

## Освајачи медаља
- Сребро

1. Иљана Силај — 800 м

2, Карол Корбу — Троскок
- Бронза

1. Василе Сарукан — Скок удаљ

2. Корнелија Попеску — Скок увис

3. Виорика Вископољану — Скок удаљ

## Резултати

### Мушкарци
| Атлетичар         | Дисциплина   | Лични рекорд | Квалификације | Квалификације | Полуфинале           | Полуфинале           | Финале               | Финале        | Детаљи |
| Атлетичар         | Дисциплина   | Лични рекорд | Резултат      | Место         | Резултат             | Место                | Резултат             | Место         | Детаљи |
| ----------------- | ------------ | ------------ | ------------- | ------------- | -------------------- | -------------------- | -------------------- | ------------- | ------ |
| Николаје Петреа   | 60 м препоне |              | 8,1           | 4 у гр. 2     | Није се квалификовао | Није се квалификовао | Није се квалификовао | 13. / 19      |        |
| Виорел Сучу       | 60 м препоне |              | 8,2           | 4 у гр. 1     | Није се квалификовао | Није се квалификовао | Није се квалификовао | 15. / 19      |        |
| Ервин Себастјен   | 60 м препоне |              | 8,4           | 5 у гр. 3     | Није се квалификовао | Није се квалификовао | Није се квалификовао | 18. / 19      |        |
| Дину Писталу      | скок мптком  |              |               |               |                      |                      | 4,70                 | 12. / 15 (16) |        |
| Василе Сарукан    | скок удаљ    |              | 7,88 НРд      |               |                      |                      |                      |               |        |
| Валентин Журка    | скок удаљ    |              | 7,72          | 4. / 17       |                      |                      |                      |               |        |
| Василе Думитреску | троскок      |              | 16,16         | 4. / 15       |                      |                      |                      |               |        |
| Карол Корбу       | троскок      |              | 16,83         |               |                      |                      |                      |               |        |
| Шербан Чокина     | троскок      | 16,37        | 17,74         | 10. / 15      |                      |                      |                      |               |        |
| Адријан Гађа      | бацање кугле |              | 16,60         | 15. / 15      |                      |                      |                      |               |        |

### Жене
| Атлетичарка         | Дисциплина   | Лични рекорд | Квалификације  | Квалификације | Полуфинале            | Полуфинале            | Финале                | Финале   | Детаљи |
| Атлетичарка         | Дисциплина   | Лични рекорд | Резултат       | Место         | Резултат              | Место                 | Резултат              | Место    | Детаљи |
| ------------------- | ------------ | ------------ | -------------- | ------------- | --------------------- | --------------------- | --------------------- | -------- | ------ |
| Аурелија Марашеску  | 60 м         |              | 7,9            | 4 у гр. 2     | Није се квалификовала | Није се квалификовала | Није се квалификовала | 24. / 24 |        |
| Иљана Силај         | 800 м        |              | 2:06,0 ЌВ, НРд | 1 у гр. 1     |                       |                       | 2:06,5                |          |        |
| Валерија Буфану     | 60 м препоне |              | 8,4 ЌВ         | 1 у гр. 2     | 8,4 ЌВ                | 3 у пф. 1             | 8,9                   | 6. / 22  |        |
| Валерија Бидулеа    | 60 м препоне |              | 8,9            | 6 у гр. 3     | Није се квалификовала | Није се квалификовала | Није се квалификовала | 15. / 19 |        |
| Елена Мирза         | 60 м препоне |              | 9,1            | 6 у гр. 4     | Није се квалификовала | Није се квалификовала | Није се квалификовала | 18. / 19 |        |
| Корнелија Попеску   | скок увис    | 1,82         |                |               |                       |                       | 1,78                  |          |        |
| Виорика Вископољану | скок удаљ    | 6,56 НРд     | 6,53           |               |                       |                       |                       |          |        |
| Ана Салеђан         | бацање кугле |              | 16,43          | 6. / 11       |                       |                       |                       |          |        |

## Биланс медаља Аустрије после 2. Европског првенства у дворани 1970—1971.
|     | ЕП     |   |   |   |   | УП |
| 1.  | 1970.  | 1 | 1 | 2 | 4 | 8  |
| 2.  | 1971.  | 0 | 2 | 3 | 5 | 8  |
| 1-2 | Укупно | 1 | 3 | 5 | 9 | 8  |
| --- | ------ | - | - | - | - | -- |

|    | ЕП                  |   |   |   |   |
| 1. | Виорика Вископољану | 1 | 0 | 1 | 2 |
| 2. | Корнелија Попеску   | 0 | 1 | 1 | 2 |
| -- | ------------------- | - | - | - | - |

## Освајачи медаља Румуније после 2. Европског првенства у дворани 1970—1971.
|    | Атлетичар/ка            | м | ж | ЕП       | Дисциплина   |   |   |   |   | УП |
| -- | ----------------------- | - | - | -------- | ------------ | - | - | - | - | -- |
| 1. | Виорика Вископољану (1) |   | ж | 1970.    | даљ          |   |   |   |   |    |
| 2. | Корнелија Попеску (1)   |   | ж | 1970.    | 60 м препоне |   |   |   |   |    |
| 3. | Шербан Јоан             | м |   | 1970.    | вис          |   |   |   |   |    |
| 4. | Шербан Чокина           | м |   | 1970.    | троскок      |   |   |   | 4 | 8. |
|    |                         |   |   |          |              |   |   |   |   |    |
| 5. | Иљана Силај             |   | ж | 1971.    | 800 м        |   |   |   |   |    |
| 6. | Карол Корбу             | м |   | 1971.    | троскок      |   |   |   |   |    |
| 7. | Василе Сарукан          | м |   | 1971.    | даљ          |   |   |   |   |    |
| 8. | Корнелија Попеску (2)   |   | ж | 1971.    | вис          |   |   |   |   |    |
| 9. | Виорика Вископољану (2) |   | ж | 1971.    | даљ          |   |   |   | 5 | 8. |
|    | Укупно                  | 4 | 5 | 1970—71. |              | 1 | 3 | 5 | 9 | 8. |